# チーナ (魚)
チーナ（Heliotrygon gomesi）はポタモトリゴン科に属する淡水エイの一種。
アマゾン川上流域、特にブラジルに分布する。日中は川の深場に留まり、夜間は餌を求めて岸近くに移動する。観賞魚として流通するが、その量は少なく飼育も難しい。

## 分類と名称
ブラジルのジャマリ川で発見され、2011年に正式に記載された。属名は「太陽のエイ」という意味で、円形の体に由来する。種小名はエイ研究者であるUlisses L. Gomesへの献名。形状が中国の伝統的な帽子に似ているためチーナと呼ばれる。「モテロ」とも呼ぶ。

## 形態
体盤は円形で、非常に平たい。体盤幅は最大58 cm。目は小さく、突き出ない。背面は一様に黄褐色や茶色で、特徴的な模様は無い。マユゲエイと似るが、模様により区別できる。同属の H. rosai と比べると、尾の付け根がわずかに細く、目と吻先の間がわずかに長い。尾は短く、尾棘は退化しており、ほぼ無害である。